# Клодије Албин
Децим Клодије Албин (лат. Decimus Clodius Albinus; око 150. године, извршио самоубиство 19. фебруара 197. године) био је римски узурпатор; за цара су га прогласиле легије у Британији и Хиспанији (Иберијско полуострво, које обухвата модерну Шпанију и Португал) након убиства Пертинакса 193, а себе је поново прогласио за цара 196. пре коначног пораза и смрти следеће године. Име Албин значи „бели“, док је значење когномена његовог ривала Песценија Нигера било „црни“. 
Помиње се да је написао расправу о пољопривреди и збирку милеских прича.
Албин је потицао из аристократске фамилије из северне Африке и држао је управу над Британијом од 192. године. Непоуздана Историја Аугуста (Historia Augusta) тврди да су се његови родитељи звали Аурелија Месалина и Цејоније Постум, заједно са другим рођацима који се помињу у Вита Албини, ни једно од ових имена се не сматра тачним од стране савремених историчара. У тексту се такође тврди да је Клодије добио когномен Албин због изузетне белине тена.
Показујући склоност за војнички живот, ушао је у војску као веома млад и служио је са одличјем, посебно 175. године током побуне Авидија Касија против цара Марка Аурелија. Његову заслугу цар је признао у два писма у којима Албина назива Африканцем, који је мало личио на своје сународнике и који је био хвале вредан свог војног искуства и озбиљности карактера. Цар је такође изјавио да би без Албина легије (у Битинији) прешле на Авидија Касија и да намерава да га изабере за конзула.
Када је Пертинакс био убијен, преторијанска гарда на челу са преторијанским префектом ставила је на продају престо римских царева. Престо је купио богати сенатор Дидије Јулијан, али су побуне у провинцијама значиле да ће следећи цар бити стварно изабран далеко од Рима. 
У Грађанском рату који је избио, Албин је у почетку био у савезу са Септимијем Севером, који је освојио Рим. Албин је чак прихватио титулу цезара коју му је Септимије Север уручио. Тако је Албин у стварности контролисао већи део западног дела Царства, уз помоћ 3 британске легије и једне шпанске. Но, када је Север поразио Песценија Нигера, односи између њега и Албина су се погоршали. Север је чак послао убице да се реши Албина.
У јесен 196. године, Албин се прогласио за цара, тј. августа, и прешао из Британије у Галију, повевши са собом већи део својих британских трупа. Поразио је једног Северовог легата, и тиме је у ствари успоставио контролу над Галијом.
Фебруара 197. године, Албин и Север су повели директну битку код Лугдунума. Била је то велика битка у којој је учествовало 150.000 људи са сваке стране. Албин је био поражен и извршио је самоубиство.